# Gleb Retivych
Gleb Sergejevitsj Retivych (Russisch: Глеб Сергеевич Ретивых) (Tsjaikovski (Kraj Perm), 30 december 1991) is een Russische langlaufer.

## Carrière
Bij zijn wereldbekerdebuut, in februari 2011 in Rybinsk, scoorde Retivych direct zijn eerste wereldbekerpunten. Een maand na zijn debuut behaalde de Rus in Lahti zijn eerste toptienklassering in een wereldbekerwedstrijd.
Op 3 februari 2017 boekte hij in Pyeongchang zijn eerste wereldbekerzege. Op de wereldkampioenschappen langlaufen 2017 eindigde Retivych als vijftiende op de sprint.
In Seefeld nam de Rus deel aan de wereldkampioenschappen langlaufen 2019. Op dit toernooi veroverde hij de bronzen medaille op de sprint, op de teamsprint sleepte hij samen met Aleksandr Bolsjoenov de zilveren medaille in de wacht. Op de wereldkampioenschappen langlaufen 2021 in Oberstdorf eindigde hij als negende op de sprint, samen met Aleksandr Bolsjoenov behaalde hij de bronzen medaille op de teamsprint.

## Resultaten

### Wereldkampioenschappen
| Jaar | Plaats     | Resultaten                                             |
| ---- | ---------- | ------------------------------------------------------ |
| 2017 | Lahti      | 15e Sprint (vrije stijl)                               |
| 2019 | Seefeld    | Sprint (vrije stijl) · Teamsprint (klassieke stijl)    |
| 2021 | Oberstdorf | 9e Sprint (klassieke stijl) · Teamsprint (vrije stijl) |

### Wereldbeker
Eindklasseringen
| Seizoen   | Algm | DI  | SP     | TdS |
| --------- | ---- | --- | ------ | --- |
| 2010/2011 | 89e  | -   | 47e    | -   |
| 2011/2012 | 43e  | -   | 14e    | -   |
| 2012/2013 | 58e  | -   | 24e    | -   |
| 2013/2014 | 115e | -   | 61e    | -   |
| 2014/2015 | 96e  | -   | 45e    | -   |
| 2015/2016 | 63e  | -   | 28e    | -   |
| 2016/2017 | 32e  | -   | 11e    | -   |
| 2017/2018 | 30e  | 99e | 7e     | 41e |
| 2018/2019 | 25e  | -   | 7e     | DNF |
| 2019/2020 | 26e  | -   | 7e     | 44e |
| 2020/2021 | 17e  | -   | Zilver | 46e |

Wereldbekerzeges
| Datum           | Plaats      | Onderdeel                |
| --------------- | ----------- | ------------------------ |
| 3 februari 2017 | Pyeongchang | Sprint (klassieke stijl) |